# Lliga Premier de Brunei de futbol
La Lliga Premier de Brunei de futbol, o DST Group Brunei Premier League (malai: DST GROUP LIGA PERDANA BRUNEI), fou la màxima divisió de futbol a Brunei.

## Història
Fou la màxima competició de Brunei fins a l'any 2012, any en què es convertí en la segona categoria de la piràmide de Brunei, després de la creació de la Super Lliga de Brunei de futbol per l'Associació de Futbol de Brunei Darussalam.
Entre 1985 i 1993, els campions dels quatre districtes del país (Belait, Brunei-Muara, Temburong, Tutong) es classificaven per les eliminatòries finals del Campionat Nacional. El campionat no es disputà entre 1994 i 2001. L'any 2002 es creà la Lliga Premier de Brunei, i esdevingué el la màxima competició del país fins 2012, quan fou creada la Super Lliga de Brunei de futbol. Entre 2014 i 2019 la Lliga Premier fou la segona divisió nacional.

## Clubs participants
Un total de 8 equips van competir en la darrera temporada, la 2018-19.
- BSRC FT
- DPMM FC II
- Jerudong FC
- Panchor Murai FC
- Rainbow FC
- Rimba Star FC
- Seri Wira FC
- Tabuan Muda

## Estadis
- Complex Track & Field Sports, Bandar Seri Begawan
- Complex Berakas Sports, Berakas
- Mini Estadi Jerudong Park, Jerudong
- Complex Tutong Sports, Tutong
- Camp Brunei Shell Recreation Club, Panaga
- Camp NFABD, Bandar Seri Begawan

## Historial
Font:
Campionat Nacional
- 1984: MS ABDB (1)[a]
- 1985-86: Brunei Muara (1)
- 1987: Kota Ranger FC (1)
- 1988: Kuala Belait FC (1)
- 1989: Muara Stars FC (1)
- 1990-92: No es va celebrar
- 1993: Kota Ranger FC (2)
- 1994-01: No es va celebrar

Brunei Premier League (B-League)
- 2002: DPMM FC (1)
- 2003: Wijaya FC (1)
- 2004: DPMM FC (2)
- 2005-06: QAF FC (1)
- 2006-07: No es va celebrar
- 2007-08: QAF FC (2)
- 2008-09: No es va celebrar
- 2009-10: QAF FC (3)
- 2011: Abandonat[4]
- 2011-12: No es va celebrar [b]

Brunei Premier League (Segona Divisió)
- 2014: Lun Bawang FC (1)[5]
- 2015: Kota Ranger FC (3)[6][7]
- 2016: Al-Idrus Junior (1)[8]
- 2017: Setia Perdana FC (1)[9]
- 2018-19: DPMM FC (3)[10]